# 托梅潘帕區
托梅潘帕區（西班牙語：Distrito de Tomepampa），是秘魯的一個區，位於該國南部阿雷基帕大區的拉烏尼翁省，始建於1835年5月4日，面積94.16平方公里，海拔高度2,590米，2005年人口957，人口密度每平方公里10人。